# Yes, Nós Temos Burlesco!
Yes, Nós Temos Burlesco! é um festival de neoburlesco realizado anualmente no Rio de Janeiro desde 2015.

## Histórico
O festival foi idealizado por DFenix e Miss G, artistas do gênero, que em 2014 decidiram organizar um evento para reunir a comunidade burlesca no Brasil e promover intercâmbio com atrações de outros países. O sucesso do espetáculo, encenado no Teatro Rival Petrobras, levou a uma segunda apresentação no Teatro Cacilda Becker e mais o show Carne de Segunda – Burlesque Meat Show, em São Paulo. A partir de 2016, o YNTB passou a contar com uma programação estendida por quatro dias, incluindo workshops, debates, aulas-shows e exibição de filmes relacionados ao tema, como o curta-metragem Yes, Nós Temos Burlesco, de Fabiano Cafure.

### Atrações internacionais
| Ano  | Artista          | País   |
| ---- | ---------------- | ------ |
| 2015 | Julie Atlas Muz  | [ 5 ]  |
| 2015 | Dirty Martini    | [ 5 ]  |
| 2016 | Miss Indigo Blue | [ 9 ]  |
| 2017 | Miss Indigo Blue | [ 10 ] |
| 2017 | Tigger           | [ 10 ] |
| 2018 | Red Bone         | [ 11 ] |
| 2019 | Alondra Machuca  | [ 12 ] |
| 2019 | Bebé Fernet      | [ 13 ] |
| 2019 | Elsie Diamond    | [ 13 ] |